# Heinrich Wilhelm von Zeschau

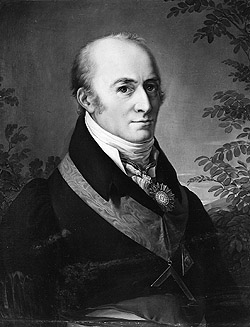
Portret als vrijmetselaar

Heinrich Wilhelm von Zeschau (riddergoed Garrenchen bij Luckau, 22 augustus 1760 - Dresden, 14 november 1832) was een Duits militair en bestuurder. Als hoofdofficier in Saksische dienst vocht Von Zeschau aan Napoleon Bonapartes zijde in de slag bij Wagram. Napoleon onderscheidde luitenant-generaal Von Zeschau met het Legioen van Eer. Tijdens de Volkerenslag bij Leipzig lieten de door hoge verliezen gedesillusioneerde Saksische troepen hun bevelhebber in de steek. Luitenant-generaal Von Zeschau moest zich zonder zijn troepen bij zijn koning melden.
Na de val van Napoleon bleef Von Zeschau nog jarenlang minister van Saksen. Hij eindigde zijn loopbaan als gouverneur van Dresden. Hij was ook een leidend vrijmetselaar.
Op 23 juli 1815 werd Heinrich Wilhelm von Zeschau, chef van de Saksische Geheime Oorlogskanselarij, benoemd tot Grootkruis in de Militaire Orde van Sint-Hendrik.